# Valencienner Straße (Düren)

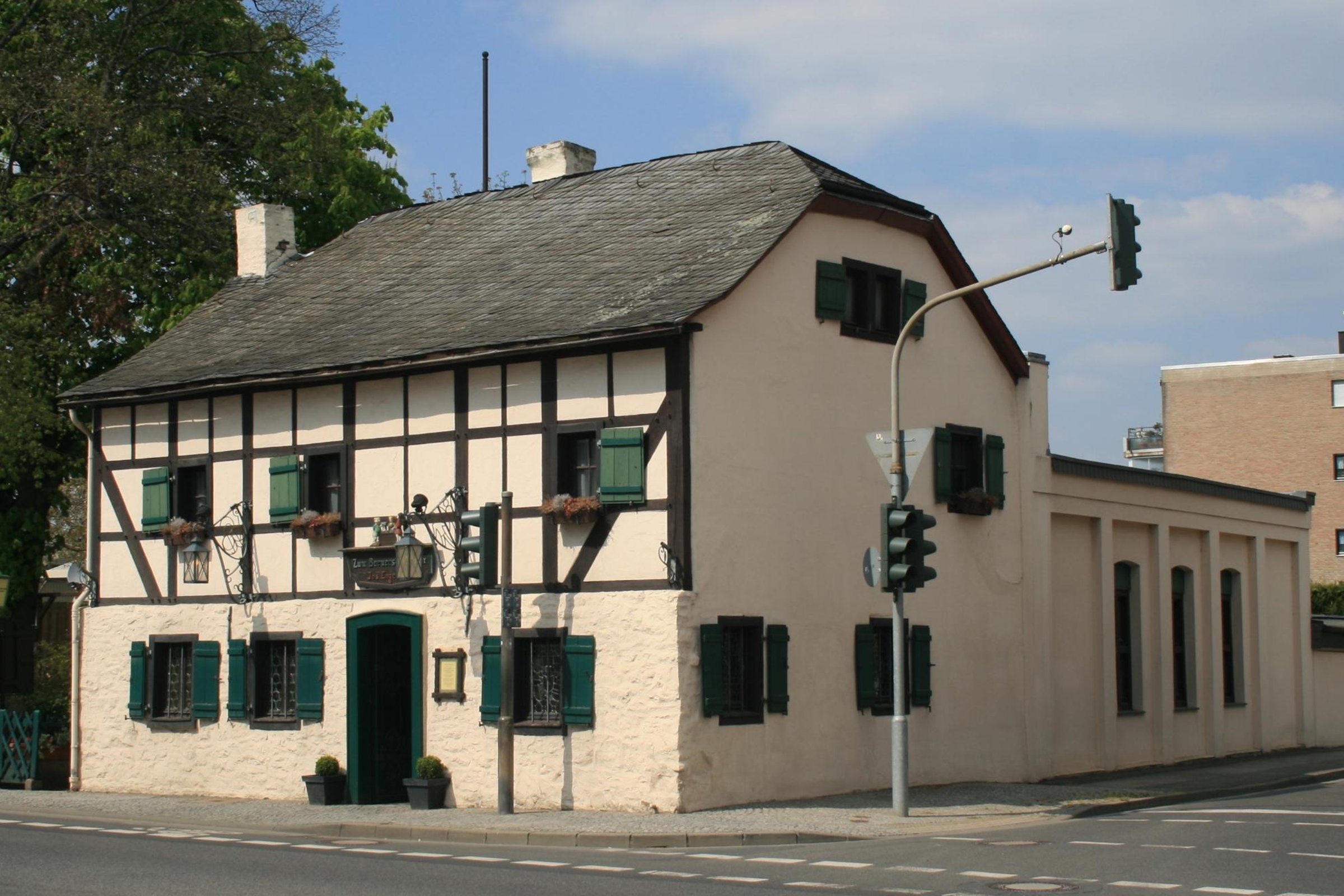
Die Gaststätte Breuer’s Häuschen aus dem 18. Jh.

Die Valencienner Straße in der Kreisstadt Düren (Nordrhein-Westfalen) ist eine wichtige Innerortsstraße. Sie ist eine der Hauptzufahrten zur Innenstadt aus westlicher Richtung. Die Valencienner Straße ist teilweise mehrspurig ausgebaut und als Bundesstraße 264 klassifiziert.
Die Straße beginnt an der Einmündung der Aachener Straße / Monschauer Straße und endet am westlichen Ortsausgang in Richtung Langerwehe. Sie durchquert mit einem großen Teilstück den Stadtteil Gürzenich.
An der Valencienner Straße liegen
- der Stadtpark
- die ehemalige Stadtgärtnerei mit dem Pavillon der chinesischen Partnerstadt Jinhua
- das gegenüberliegende Fabrikgelände der ehemaligen Feintuchfabrik Leopold Schoeller mit
  - der ehemaligen Färbereihalle
  - der ehemaligen Kaysermühle
  - dem ehemaligen Wolllager und der Wäscherei
  - der ehemaligen Zwirnerei
  - dem ehemaligen Verwaltungstrakt und dem Auslieferungslager, heute teilweise Betriebsgelände der Firma Macherey-Nagel
  - das Wohnhaus Valencienner Straße 9
- das Johanneskreuz an der Einmündung Gürzenicher Straße
- das Breuer’s Häuschen, eine Gaststätte aus dem 18. Jahrhundert
- dem Wohnhaus Valencienner Straße 221 an der Ecke Kommgartenweg

Alle Gebäude und das Wegekreuz sind denkmalgeschützt.

## Geschichte
Die Straße ist nach der nordfranzösischen Stadt Valenciennes benannt, mit der Düren im Jahre 1959 eine Städtepartnerschaft einging. Nach dem Beschluss des Stadtrates vom 29. März 1963 wurde die „Aachener Landstraße“ auf der gesamten Länge in Valencienner Straße umbenannt.
Von 1908 bis 1954 befuhr die Straßenbahn der Dürener Kreisbahn (DKB) die heutige Valencienner Straße zwischen der heutigen Bahnstraße und der Schillingsstraße. Die eingleisige Strecke führte von Rölsdorf nach Gürzenich. Die Haltestellen waren Breuers Häuschen, Abzweigung Gürzenich-Staatsbahnhof und Gasthof Fuchs. Die Strecke wurde 1954 stillgelegt.
Von 1912 bis 1970 kreuzte außerdem die Ringbahn der DKB die heutige Valencienner Straße. Auf der Trasse dieser Strecke befindet sich heute die Bahnstraße.